# Ousmane Viera
Ousmane Viera Diarrassouba (* 21. prosince 1986, Daloa) je fotbalový obránce z Pobřeží slonoviny, v současnosti hráč klubu Çaykur Rizespor. Nastupuje i za fotbalovou reprezentaci Pobřeží slonoviny.

## Reprezentační kariéra
S reprezentačním výběrem Pobřeží slonoviny do 23 let se zúčastnil Letních olympijských her 2008 v Pekingu, kde jeho tým vypadl ve čtvrtfinále s Nigérií. Viera nastoupil ve všech 4 zápasech Pobřeží slonoviny na turnaji.
V A-mužstvu Pobřeží slonoviny debutoval 7. 9. 2013 v kvalifikačním zápase proti týmu Maroka (remíza 1:1).
Zúčastnil se Mistrovství světa 2014 v Brazílii, kde reprezentace Pobřeží slonoviny vypadla v základní skupině C.

Zúčastnil se i Afrického poháru národů 2015 v Rovníkové Guineji, kde s týmem získal zlatou medaili.